# Pigna (rione de Roma)

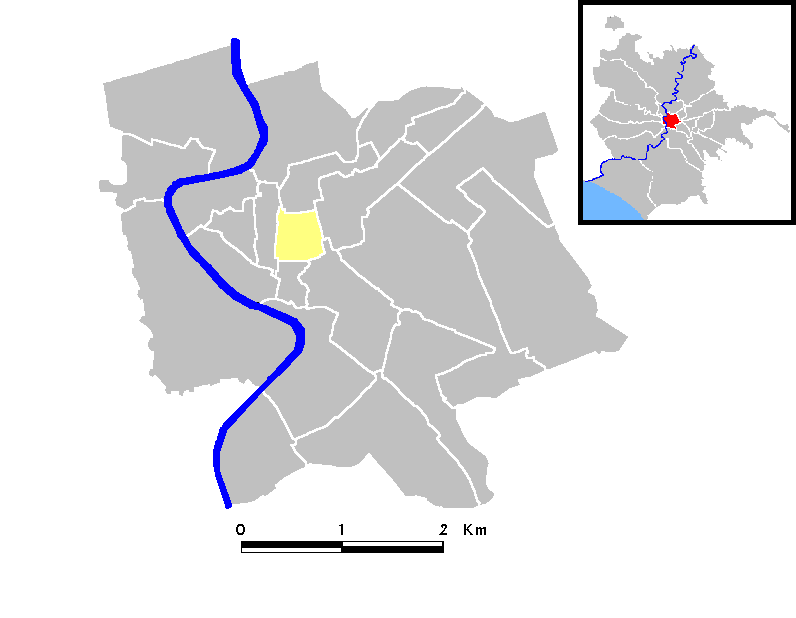
Mapa do Rione IX - Pigna.

Pigna é um dos vinte e dois riones de Roma, oficialmente numerado como Rione IX, localizado no Municipio I. O nome significa "pinha" em italiano e é uma referência ao símbolo do rione, a colossal pinha de bronze que atualmente está na Fontana della Pigna, no Vaticano. O rione está localizado bem no centro da antiga região do Campo de Marte da Roma Antiga. Ele tem um formato quase quadrado, do Panteão no canto noroeste até a Piazza Venezia no sudeste. Esta área relativamente pequena abriga numerosas igrejas e palácios.

## História

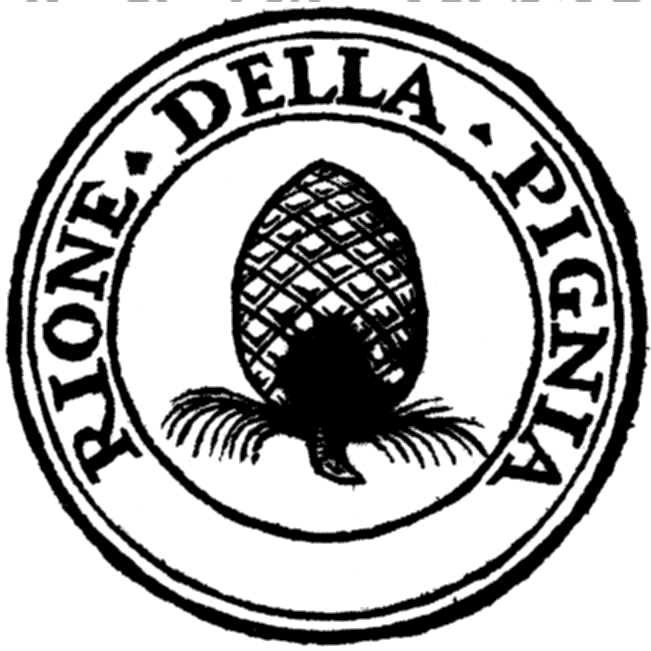
Brasão de Pigna: uma pinha.

A pinha gigante que deu nome ao rione ficava, na época da Roma Antiga, numa fonte perto do antigo Templo de Ísis e jorrava água copiosamente do alto da escultura. A escultura foi levada primeiro para a Antiga Basílica de São Pedro, onde Dante a viu e a citou em sua "Divina Comédia" como um modelo para as proporções gigantescas da face de Nimrod. No século XV, ela foi movida para a sua localização atual, numa das extremidades do Cortile del Belvedere, de Bramante, que é atualmente conhecida como Cortile della Pigna, que liga os Museus Vaticanos ao Palazzo del Belvedere, no Vaticano. Ela está instalada sob o enorme nicho, de Pirro Ligorio, ladeada por dois pavões romanos de bronze trazidos do Mausoléu de Adriano, o Castelo de Santo Ângelo.

## Monumentos e vias
- Arco della Ciambella
- Corso Vittorio Emanuele II
- Fonte da Piazza San Marco
- Largo di Torre Argentina
- Piazza dei Calcarari
- Piazza del Gesù
  - Relógio na via del Gesù
- Piazza della Minerva
  - Obelisco do Elefante
- Piazza della Rotonda
  - Fonte da Piazza della Rotonda
  - Obelisco do Panteão
- Piazza Sant'Ignazio
- Piazza Venezia
- Torre della Biscia
- Torre del Papito
- Via dei Cestari
- Via del Corso
- Via Lata
- Via del Plebiscito

### Antiguidades romanas
- Anfiteatro de Calígula
- Arco de Cláudio
- Arco de Portugal
- Arco Novo
- Ateneu de Adriano
- Basílica de Netuno
- Facchino, uma das estátuas falantes de Roma.
- Fórum Suário
- Largo di Torre Argentina
- Madama Lucrezia, uma das estátuas falantes de Roma.
- Panteão
- Pé de Mármore (Pie' di Marmo)
- Pórtico dos Argonautas
- Pórtico de Vipsânia
- Saepta Julia
- Templo de Ísis e Serápis
- Termas de Agripa
- Termas de Nero
- Via delle Botteghe Oscure
- Via del Corso
- Via Lata

## Edifícios

### Palácios
- Albergo Santa Chiara (Piazza di Santa Chiara)
- Casa dell'Arciconfraternità della Santissima Annunziata (Piazza di Santa Chiara)
- Casa di Stefano Porcari
- Casa Professa dei Gesuiti
- Casa di Santa Caterina
- Palazzo Altieri
- Palazzo Amadei (destruído)
- Palazzo Berardi Cesi Muti
- Palazzo Besso (Palazzo Strozzi)
- Palazzo Bonaparte
- Palazzetto Calzone
- Palazzo Celsi Viscardi
- Palazzo Petroni Cenci Bolognetti
- Palazzo Cesarini (destruído)
- Palazzo del Collegio Romano (sede do Colégio Romano)
- Palazzo De Carolis
- Palazzo Doria Pamphilj
- Palazzo Fonseca a Pigna
- Palazzo Frangipane
- Palazzo Ginnasi
- Palazzo Grazioli
- Palazzo Maffei Marescotti
- Palazzo della Minerva (Convento dei Dominicani)
- Palazzo Nobili Vitelleschi
- Palazzo Origo
- Palazzo Petroni Borgnana
- Palazzetto Petroni
- Palazzo Pizzirani a Via di Torre Argentina
- Palazzo Ruggeri a Pigna
- Palazzo San Macuto
- Palazzo Santa Chiara (Piazza di Santa Chiara)
- Palazzo Severoli (Pontificia Accademia Ecclesiastica)
- Palazzo Simonetti e Guerra
- Palazzo Sinibaldi
- Palazzo Venezia / Palazzetto Venezia
- Palazzo Verospi Vitelleschi

### Outros edifícios
- Biblioteca Casanatense (Via di Sant'Ignazio, 52)
- Collegio Calasanzio (Palazzo Cenci)
- Convento dei Dominicani
- Convento dei Silvestrini
- Convento di Santa Marta (Piazza del Collegio Romano)
- Galeria Doria Pamphilj
- Liceo Classico Ennio Quirino Visconti
- Museo Kircheriano
- Museo Nazionale del Palazzo di Venezia‎
- Pontificio Seminario Francese
- Teatro Ennio Flaiano (Teatro Arlecchino)
- Teatro Rossini

### Igrejas
- Cappella della Beata Vergine (Cappella della Madonna delle Grazie)
- Santa Chiara
- Oratorio di San Francesco Saverio (Oratorio del Caravita)
- San Giovanni della Pigna
- Sant'Ignazio di Loyola a Campo Marzio
- Igreja de Jesus
- San Marco Evangelista al Campidoglio
- Santa Maria ad Martyres (Panteão)
- Santa Maria in Via Lata
- Santa Maria sopra Minerva
- Santo Stefano del Cacco
- Santissime Stimmate di San Francesco
- Transito di Santa Caterina da Siena

Igrejas desconsagradas
- Santa Marta al Collegio Romano

Igrejas demolidas
- Santa Lucia alle Botteghe Oscure
- Santa Maria Annunziata dei Gesuiti (ou Santa Maria Annunziata al Collegio Romano)
- San Nicola dei Cesarini